# Pessótxnia
Pessótxnia (en rus: Песочня) és un poble de l'óblast de Kaluga, a Rússia, que en el cens del 2010 tenia 32 habitants, pertany al districte de Jizdra.